# Turaco-de-hartlaub
O turaco-de-hartlaub (Tauraco hartlaubi) é uma espécie de ave da família Musophagidae.
Pode ser encontrada nos seguintes países: Quénia, Tanzânia e Uganda.